# Hypermnestra helios
Genre
Espèce
Hypermnestra helios ou Apollon du désert est une espèce de lépidoptères (papillons) de la famille des Papilionidae, originaire d'Asie centrale. Elle est l'unique représentante du genre monotypique Hypermnestra.

## Noms vernaculaires
Hypermnestra helios se nomme Desert Apollo en anglais.

## Description
L'imago d'Hypermnestra helios est un papillon de couleur blanc crème ; ses ailes antérieures sont ornées de marques noires à l'apex, de taches rouges cerclées de noir à l'extrémité de la cellule, et de taches noires dans la cellule.

## Biologie
Les plantes hôtes de la chenille sont des Zygophyllum, notamment Z. atriplicoides, Z. fabago, Z. gontsharovi, Z. oxianum, Z. macrophyllum, Z. portulacoides et Z. turcomanicum,.
Le papillon vole de mars à juin.

## Distribution et biotopes

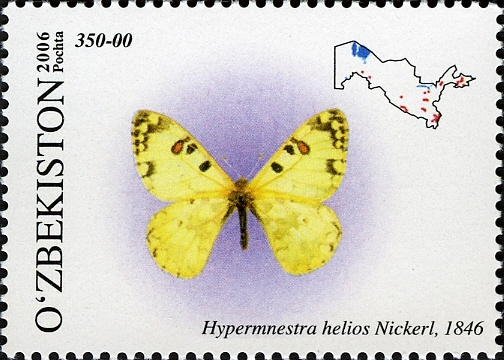
Hypermnestra helios sur un timbre d'Ouzbékistan (2006).

L'espèce est présente en Iran, en Afghanistan, au Pakistan, au Turkménistan, au Kirghizstan, au Tadjikistan et en Ouzbékistan.
Elle se rencontre dans des zones désertiques ou semi-désertiques,.

## Systématique
L'espèce Hypermnestra helios a été décrite par l'entomologiste tchèque František Antonín Nickerl (en) en 1846, sous le nom initial d'Ismene helios.
Elle est l'espèce type et l'unique espèce du genre monotypique Hypermnestra, décrit par le zoologiste français Édouard Ménétries en 1848. 
Plusieurs sous-espèces ont été décrites :
- Hypermnestra helios helios (Nickerl, 1846)
- Hypermnestra helios persica Neuburger, 1900
- Hypermnestra helios maxima Grum-Grshimailo, 1890
- Hypermnestra helios bushirica Bang-Haas
- Hypermnestra helios ariana Wyatt, 1961